# Зорі типу AM Гончих Псів
Зоря типу AM Гончих Псів (англ. AM CVn star чи англ. AM Canum Venaticorum star) — це рідкісний тип катаклізмічної змінної зорі названої за прототипом AM Гончих Псів. У цих гарячих блакитних подвійних змінних, білий карлик акретує бідну на гідроген речовини з компактного компаньйона-донора.
Ці подвійні зорі мають надзвичайно короткі орбітальні періоди (менші 1 години) та незвичний спектр з домінантою гелію за відсутності або надзвичайної слабкості ліній гідрогену. Прогнозується, що вони є джерелами гравітаційного випромінювання, достатньо сильними для вимірювання Laser Interferometer Space Antenna.

## Вигляд
Зорі типу AM CVn відрізняються від більшості інших катаклізмічних змінних відсутністю гідрогену у їх спектрах. Вони демонструють лінії, які відповідають гарячим зорям зі складними лініями поглинання або емісії. Деякі зорі демонструють лінії поглинання чи емісії у різний час. Досить давно відомо, що зорі AM CVn мають три типи поведінки:
- стан спалаху,
- високий стан,
- низький стан.

У стані спалаху, такі зорі демонструють сильну змінність з періодами 20–40 хвилин. Зорі V803 Кентавра та CR Волопаса демонструють таку поведінку. Час від часу ці зорі також демонструють довші, і деколи трохи яскравіші, надспалахи. Інтервали між спалахами є довшими для зір з довшими періодами обертання. Спектри під час спалахів показують сильні лінії поглинання водню з багатьма слабшими лініями емісії водню та лініями заліза — майже на мінімумі. Спектральні лінії як правило подвійні — лінії поглинання з широким пласким низом та лінії емісії з гострими подвійними піками. Це найбільш поширений підтип змінних зір типу AM CVn, можливо тому, що їх найлегше виявити.
У високому стані зорі демонструють зміни яскравості у декілька десятих зоряної величини з численними короткими періодами, тривалістю менше 20 хвилин. Прототип AM Гончих Псів демонструє цей стан; іншим яскравим прикладом є HP Вагів. Коливання яскравості часто відбуваються за схемою: один-два періоди найбільшої зміни, потім один період тиші. Спектри демонструють переважно гелієві лінії поглинання, а назва «високий стан» пов'язана з його схожістю на постійний спалах.
У низькому стані відсутня зміна яскравості, однак спектри змінюються з періодичністю від 40 хвилин до 1 години. GP Волосся Вероніки є найкраще відомим прикладом такої зорі. Спектри демонструють переважно лінії емісії, а назва «низький стан» пов'язана з його схожістю на постійний мінімум спалахуючих зір.
Крім цих трьох стандартних підтипів змінності зір типу AM Гончих Псів, зорі з надзвичайно короткими періодами (< 12 хвилин) демонструють лише маленькі дуже швидкі зміни яскравості. Прикладами є ES Кита та V407 Лисички.
Зорі у високому стані, постійно або під час спалаху, часто демонструють зміни яскравості з досить сталим періодом, відмінним від орбітального періоду. Ця зміна яскравості має більшу амплітуду, ніж зміна з орбітальним періодом та відома як суперпік(англ. superhump).
У систем AM Гончих Псів можуть спостерігатись затемнення, однак рідко, оскільки розміри компонентів дуже маленькі.

## Характеристики подвійних систем
Подвійні зорі типу AM Гончих Псів складаються з зорі-акретора — білого карлика, переважно гелієвої зорі-донора та зазвичай акреційного диска.

### Компоненти
Ультракороткі орбітальні періоди у 10–65 хвилин вказують, що обидві зорі — і донор, і акретор, є виродженими або напів-виродженими об'єктами.
Акретором завжди є білий карлик, з масою 0,5-1 M☉. Як правило вони мають температуру 10 000-20 000 K, але у деяких випадках вона може бути вищою — для деяких дір були запропоновані температури понад 100 000 K (наприклад ES Кита), можливо внаслідок прямої акреції без утворення диску. Яскравість акретора зазвичай низька (менша абсолютної зоряної величини +10), але у деяких системах з дуже короткими орбітальними періодами та високою швидкістю акреції вона може досягати +5-ї зоряної величини. У більшості випадків світлове випромінювання акретора приховане акреційним диском. Деякі змінні AM CVn були зафіксовані на рентгенівських хвилях. Такі системи містили надзвичайно гарячі акретори, або можливо гарячі плями на акреторі внаслідок прямої ударної акреції.
Зоря-донор може бути або гелієвим (чи можливо гібридним) білим карликом, гелієвою зорею низьких мас або розвинутою зорею на головній послідовності. Деколи донор-білий карлик може мати масу, порівняну з масою акретора, хоча вона обов'язково дещо нижча коли система формується. У більшості випадків, і в першу чергу коли система типу AM CVn формується з невиродженим донором, у донора забирається майже вся речовина до маленького гелієвого ядра маси 0,01— 0,1 M☉. Коли зоря-донор позбавлена речовини, вона розширюється адіабатично (чи близько до того), охолоджуючись до 1-2 тисяч K. Тому зорі-донори у подвійних системах AM Гончих Псів фактично невидимі, хоча є шанс побачити довкола білого карлика коричневого карлика чи об'єкт планетарного розміру по завершенню процесу акреції.
Основним джерелом видимого випромінювання зазвичай є акреційний диск. Він може сягати абсолютної зоряної величини +5 у високому стані, типово це +6-8, а у низькому стані яскравість нижча на 3-5 зоряних величин. Незвичайним спектром зорі типу AM CVn також завдячують акреційному диску, які формуються переважно з гелію зорі-донора. Як і у карликових нових, високий стан відповідає більш гарячому диску з оптично товстим іонізованим гелієм, а у низькому стані диск прохолодніший, неіонізований і прозорий. Змінність яскравості у надпіку спричинена прецесією ексцентричного акреційного диска. Період прецесії може бути пов'язаний зі співвідношенням мас двох зір, що за підтвердження теорії може дозволити визначити масу навіть невидимих зір-донорів.

### Орбітальні стани
У відомих зір типу AM Гончих Псів спостерігалися чотири орбітальні стани подвійних зоряних систем:
- у систем з надкороткими орбітальними періодами менше 12 хвилин відсутні акреційні диски, у них відбувається пряме падіння акретуючої речовини на білий карлик (можливо також, що вони мають дуже малий акреційний диск);
- системи з періодами між 12 та 20 хвилинами формують великий стабільний акреційний диск та на вигляд перебувають у постійному стані спалаху, порявняному з безводневою карликовою новою.
- системи з орбітальними періодами 20–40 хвилин формують змінні акреційні диски, які демонструють спалахи час від часу, схожі на безводневі змінні типу SU Великої Ведмедиці.
- системи з орбітальними періодами, довшими за 40 хвилин, формують невеликі стабільні акреційні диски, схожі на тиху карликову нову.

## Сценарії формування
Існує три можливих типи компаньйона-донора у подвійній зорі типу AM Гончих Псів, а акретор — завжди білий карлик. В залежності від донора, кожний тип подвійної зорі формується різним еволюційним шляхом, хоча всі вони на початку включають тісну подвійну систему зір головної послідовності, яка проходить через одні або більше фаз спільної оболонки по мірі розвитку системи від головної послідовності.
Зорі типу AM CVn з донором-білим карликом можуть формуватися, коли подвійна система, яка складається з білого карлика та гіганта низької маси еволюціонують крізь фазу спільної оболонки. Наслідком спільної оболонки буде подвійна система з двох білих карликів. Через випромінення гравітаційних хвиль, подвійна система втрачає момент імпульсу, наслідком чого є зменшення орбіти подвійної системи. Коли орбітальний період зменшується до приблизно 5 хвилин, менш масивний (і більший) з двох білих карликів заповнює свою порожнину Роша і починає передачу маси на компаньйона. Невдовзі після початку передачі маси, орбітальна еволюція змінює напрямок і подвійна орбіта розширюється. Саме на цій фазі, після мінімуму періоду, найбільш ймовірно спостерігати подвійну зорю.
Зорі типу AM CVn з донором-гелієвою зорею формуються схоже, але у цьому випадку гігант, який спричиняє спільну оболонку, є більш масивним, тому з нього утворюється не другий білий карлик, а гелієва зоря. Гелієва зоря з більш розширеною, ніж білий карлик, і коли гравітаційні хвилі призводять до контакту двох зір, саме гелієва зоря заповнює свою порожнину Роша і починає передачу маси при скороченні орбітального періоду до бл. 10 хв. Як і у першого типу, очікується, що подвійна орбіта почне збільшуватись невдовзі після початку передачі мас і можна буде спостерігати подвійну зорю після мінімуму періоду.
Третім типом потенціального донора у системі типу AM CVn є розвинена зоря головної послідовності. У цьому випадку, друга зоря не формує спільну оболонку, але заповнює порожнину Роша наприкінці свого перебування на головній послідовності. Важливою передумовою цього сценарію є магнітне гальмування, яке дозволяє достатню втрату моменту імпульсу орбіти, а отже значне її скорочення до ультра-коротких періодів. Цей сценарій чутливий до початкового орбітального періоду; якщо зоря-донор заповнила порожнину Роща задовго до досягнення кінця перебування на головній послідовності, орбіта скоротиться, але потім «відскочить» до 70–80 хвилин, як у звичайних катаклізмічних нових. Якщо зоря-донор посне передачу маси запізно після кінця перебування на головній послідовності, коефіцієнт передачі маси буде високий і орбіти розійдуться. Лише вузький діапазон початкових орбітальних періодів між цими двома крайностями приведе до ультракоротких періодів зір типу AM Гончих Псів. Процес сходження двох зір у тісну орбіту під впливом магнітного гальмування називається магнітним захопленням. Утворені цим процесом подвійні зорі типу AM Гончих Псів можна спостерігати або до, або після мінімального періоду (який може становити від 5 до 70 хвилин, в залежності від моменту, коли зоря-донор заповнила свою порожнину Роша); також вважається, що на їх поверхні залишається частка гідрогену.
До «заспокоєння» у вигляді зір типу AM CVn, подвійні системи можуть проходити декілька вибухів гелієвих нових; можливим прикладом цього є V445 Корми. Передбачається, що у системах AM CVn процес передачі маси триватиму доки один компонент не стане темним субзоряним об'єктом, але можливо, що вони можуть стати надновими типу Ia, ймовірно малояскравою формою, відомою як тип .Ia чи Iax.